# Storia di Asola

## Dalla fondazione al Medioevo
Secondo i principali storici asolani Besutti, Bernoni e Mangini, le origini di Asola sono avvolte nella leggenda per la mancanza di testimonianze dirette.
Asola sorge in un'area frequentata sin dalla preistoria, come testimoniano i reperti conservati nel locale museo: è documentata una frequentazione dall'inizio dell'Età del Bronzo, epoca in cui risale la necropoli scavata presso la frazione di Sorbara.
Successivamente è interessata dalla presenza di insediamenti di tipo terramaricolo, portati alla luce in località Baselle, ma anche presso la Cascina Bellanda, oggi nel comune di Gazoldo degli Ippoliti.
Sporadici ritrovamenti attestano una frequentazione anche nel corso dell'Età del Ferro, prima che la zona venga coinvolta dal transito e dallo stanziamento di popolazioni celtiche, la cui presenza è significativamente attestata dalla importante necropoli di Carzaghetto (reperti oggi al Museo Archeologico Nazionale di Mantova).

Molto probabilmente Asola venne fondata dai Galli Cenomani nel III secolo a.C. e nel 180 a.C. divenne "Municipium" romano seguendo le sorti dell'impero fino alla sua fine. Anche per l'Età Romana le più importanti attestazioni provengono dai monumenti funerari: un lotto funerario è stato rinvenuto ancora a Sorbara (reperti oggi al Museo Archeologico di Piadena), mentre si possono ricordare le importanti steli funerarie che dovevano demarcare un'area sepolcrale della gens Atilia (oggi murata nel fianco della chiesa di Sant'Andrea).

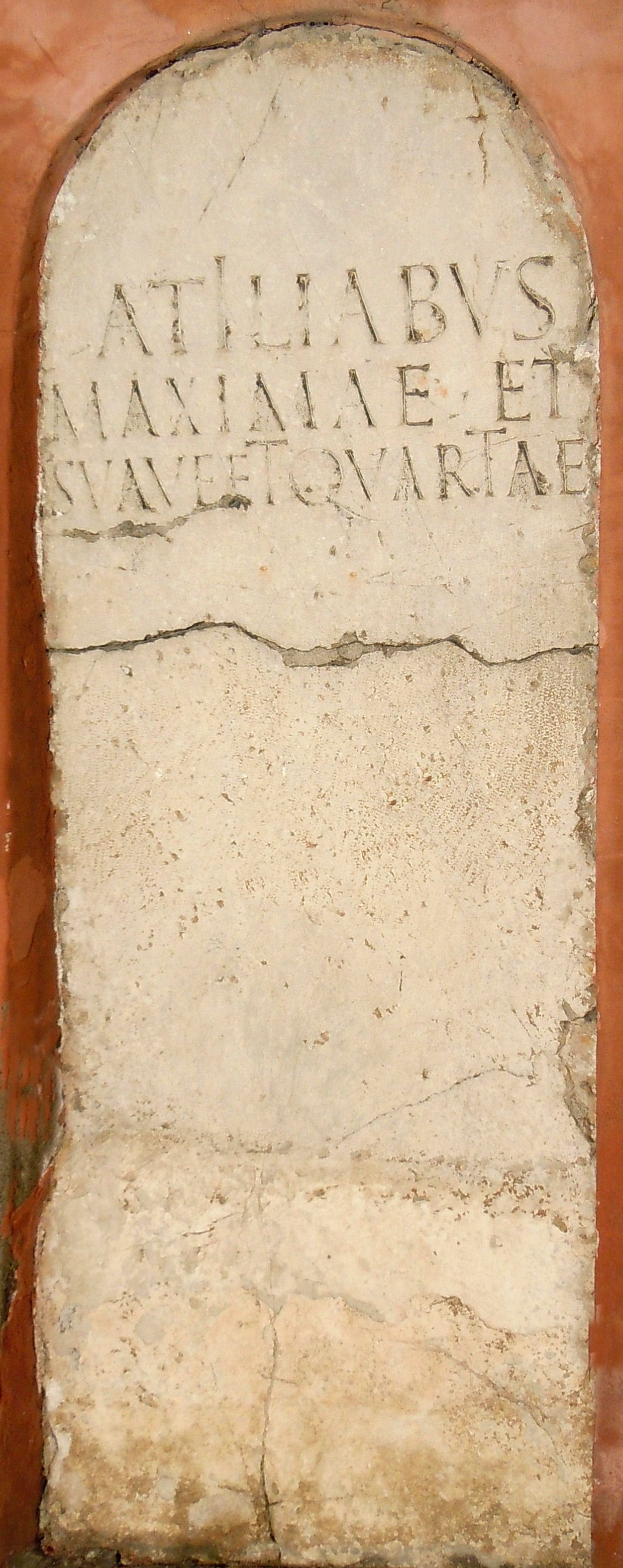
Stele Atilia

Con la caduta dell'impero romano Asola subì le stesse sorti del territorio padano con l'invasione e la dominazione dei Goti, dei Longobardi e dei Franchi. Sotto la dominazione longobarda Asola fece parte della provincia bresciana, governata da un duca longobardo, e fu sottoposta al governo di una serie di vicari regi che contribuirono a far prosperare il paese. Sotto il governo del conte e pretore Eriberto (743) fu iniziata la costruzione della rocca grande sulla riva del Chiese e delle mura per la difesa di Asola. Secondo il Mangini è a questo conte longobardo che si deve la creazione di una vera e propria forma di governo con l'applicazione delle leggi longobarde, la creazione di un consiglio e l'elezione dei consoli e degli anziani.
Il territorio di Asola successivamente fu confermato in feudo ad Aroldo, signore longobardo, da Carlo Magno. Anche sotto la dominazione dei Franchi, quindi, Asola continuò a prosperare e a seguire i propri ordinamenti. Con la morte di Carlo Magno e lo smembramento dell'impero fra i suoi figli, tuttavia, inizia un periodo di incertezze e di vacanza del potere centrale che ha notevoli conseguenze anche per l'Italia, che ancora una volta è sconvolta da guerre, saccheggi e invasioni di popoli barbari.
Per Asola la situazione si ristabilisce nel 964 con il passaggio della Lombardia sotto il dominio dell'Impero Germanico e con l'arrivo dei vicari imperiali. L'imperatore Ottone infatti costituì ad Asola un vicario imperiale (conte Ermanno) indipendente da qualunque altro vicario, con il potere di giudicare secondo le leggi d'Italia o longobarde allora usate. In questo modo Asola ebbe proprie consuetudini, leggi, godette di varie esenzioni e fu legata all'impero solo dal giuramento di fedeltà, dall'investitura feudale e dai tributi da pagare all'imperatore. Tutto ciò attesta che Asola si era ormai sottratta al dominio bresciano e non dipendeva nemmeno da Mantova, ma anzi manteneva una propria autonomia riconosciuta dallo stesso Impero Germanico. Alla morte di Ottone i suoi successori, per premiare la fedeltà di Asola, non fecero che riconfermare la presenza dei vicari imperiali, mantennero le antiche esenzioni e concessero nuovi privilegi. È proprio in questo periodo, più precisamente nel 1057, che vi fu la donazione di beni e di particolari privilegi alla chiesa di S.Maria Assunta di Asola da parte dell'imperatore Enrico III e del papa Vittore II.
Sotto l'imperatore Enrico IV Asola fu data in feudo al conte Bosone (1077), il quale, già signore di Sabbioneta e Commessaggio, ricevette in feudo anche molte terre vicine tra cui Redondesco, Piubega, Mariana, Casalmoro, Casalromano, Mosio e Fossa Caprara. Sotto il suo governo Asola si mantenne fedele all'impero e godette di una propria autonomia, di vari privilegi e soprattutto mantenne la sua indipendenza. Alla sua morte venne nominato vicario imperiale suo figlio Uberto (1118), che riottenne la conferma di molti dei privilegi del padre. Il governo del conte Uberto fu breve in quanto di lì a poco fu scacciato dai signori di Casaloldo, che si impossessarono di Asola, ma ben presto i bresciani attaccarono e sconfissero i Conti di Casaloldo per impadronirsi di Asola. Una volta conquistata la città, questi distrussero la rocca, ma dopo poco tempo Asola venne ripresa dai conti di Casaloldo, che sui resti della rocca distrutta ne riedificarono una nuova.

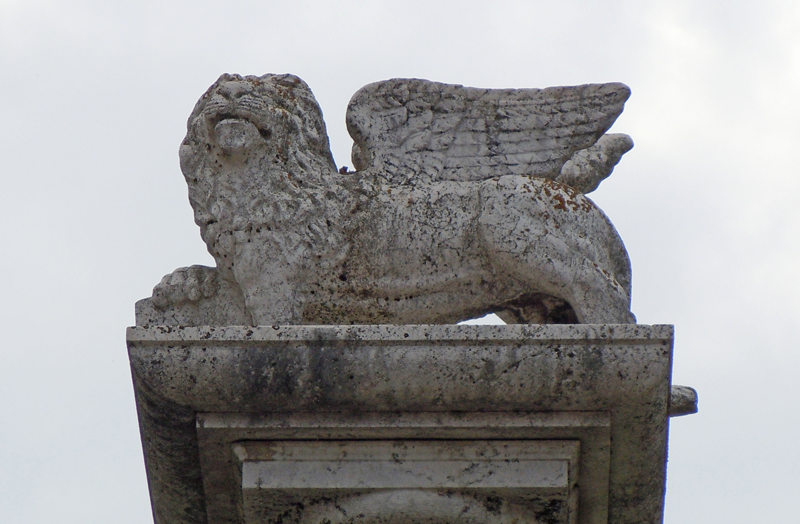
Asola, il leone di San Marco

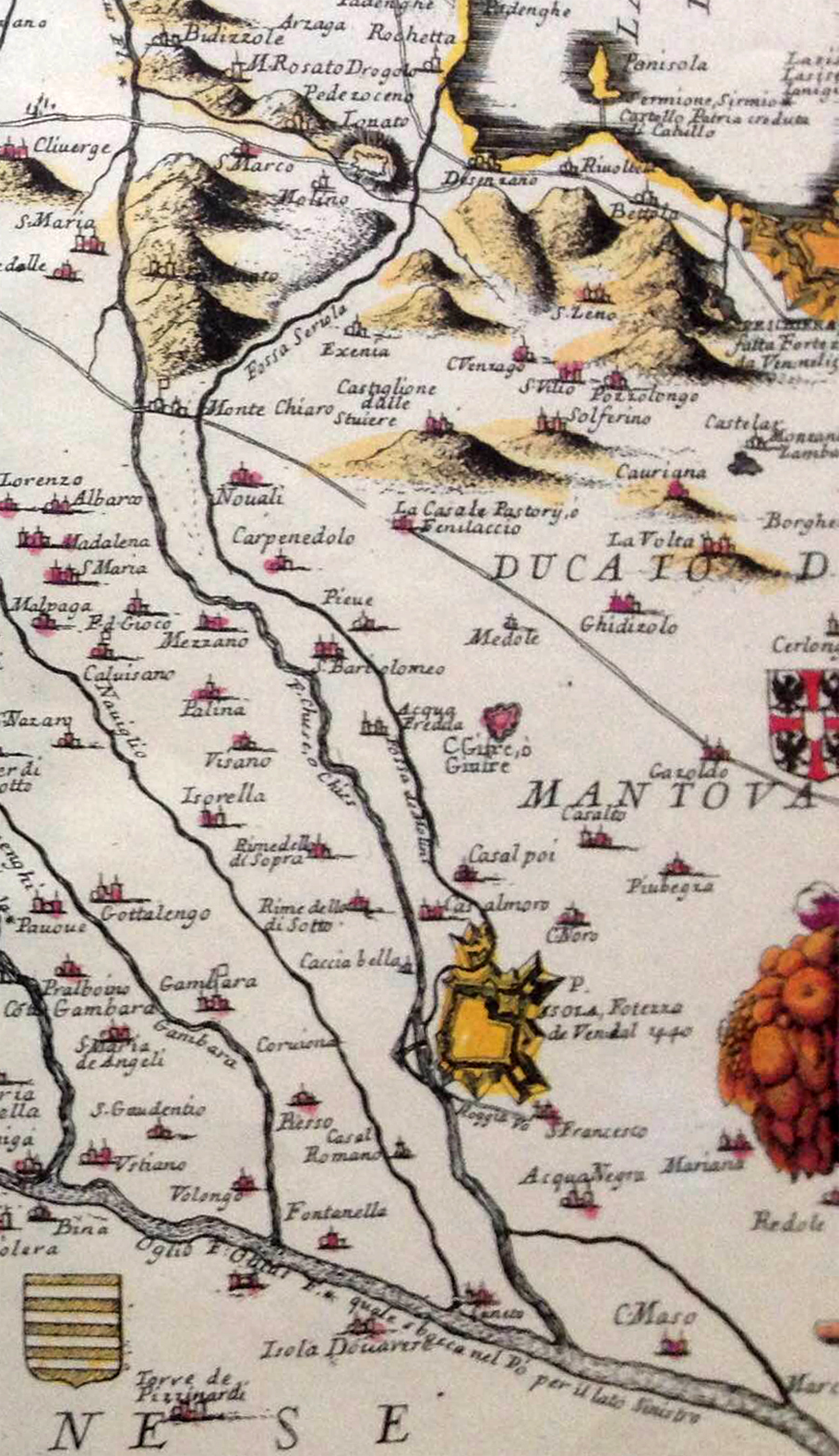
Mappa del XVII secolo raffigurante il confine tra Brescia ed il Ducato di Mantova, in Giallo la Fortezza di Asola

Con la discesa dell'imperatore Federico II in Italia (1236) e le lotte tra i comuni e le truppe imperiali, Asola cade sotto il potere delle forze tedesche comandate da Anselmo da Padova. La crudeltà del suo dominio induce gli asolani a ribellarsi e a sottomettersi alla città di Brescia (1238) in cambio del suo aiuto contro le forze imperiali. Il Consiglio Generale di Brescia accetta la dedizione di Asola e manda gli aiuti richiesti, ma per non incorrere nelle ire dell'imperatore e per non sguarnire le sue difese dichiara la città di Asola libero comune, sebbene fedele a Brescia. Concede, inoltre, agli asolani di eleggere il proprio Consiglio Generale (Consiglio di Credenza), i suoi consoli e il suo podestà e cede alla città di Asola tutte le proprietà del territorio asolano che aveva acquistato o confiscato nei decenni precedenti a vari feudatari. In cambio chiede agli asolani di riedificare e consolidare la rocca e le sue mura.
Tuttavia le rivalità tra le fazioni guelfe e ghibelline minano la stabilità di Asola che ancora una volta cade nelle mani di Federico II (1248) e dei ghibellini, fino a che nel 1252 Asola viene ripresa dai guelfi bresciani che impongono i loro Statuti. Ormai compresa nel territorio bresciano Asola segue le vicende di Brescia e subisce dapprima la tirannia di Ezzelino da Romano e poi quella del marchese Oberto Pallavicini che si impadroniscono di Brescia e di tutti i suoi territori compresa la città di Asola.
Successivamente con la sottomissione di Brescia al re Carlo I d'Angiò (1270), Asola viene occupata dalle sue truppe, ma continua a essere teatro di scontri tra le fazioni guelfe e ghibelline. La situazione precipita con la discesa di Enrico VII (1310) in Italia che sconfigge i guelfi e sottomette Cremona, Brescia, Mantova e Asola che viene data in feudo al vicario imperiale Oldofredo di Verenisengen, fino a che nel 1316 Giovanni Cavalcabò di Cremona, di parte guelfa, conquista Asola e scaccia ancora una volta i ghibellini. In questo stesso periodo la Commenda di Santa Maria Assunta di Asola, prima indipendente sia dalla diocesi di Mantova che da quella di Brescia, cade sotto la giurisdizione della diocesi bresciana per la mancanza di un suo titolare. Intanto Asola, insieme alla città di Brescia, si pone sotto la protezione del papa Giovanni XXII per sfuggire ai tentativi di Can Grande della Scala di conquistare il territorio asolano e bresciano.
Alla morte di Can Grande della Scala il nipote Mastino riesce finalmente ad impossessarsi di Asola (il 14 giugno 1332) e di Brescia che governa con ferocia e pugno di ferro. Gli asolani nel 1335 (20 giugno) approfittando dei contrasti sorti tra Mastino della Scala, Luigi Gonzaga e i comuni vicini, decidono di darsi a Luigi Gonzaga, che accoglie la richiesta e concede vari privilegi. Asola, infatti, pur concedendo il dominio di se stessa al Gonzaga e ai suoi successori manteneva la propria indipendenza territoriale e notevoli privilegi ed esenzioni quali la facoltà di giudicare in materia civile e penale, l'esenzione dai dazi e dall'obbligo di fornire vettovaglie all'esercito del Gonzaga, il libero mercato, l'amministrazione e l'esercizio del potere per mezzo dei propri consoli e del proprio capitano che, a sua volta, doveva attenersi agli statuti, alle leggi e alle consuetudini locali. Quindi Asola dipendeva dai Gonzaga, ma non era incorporata nel territorio mantovano e questo è testimoniato dal fatto che mantiene le terre che formavano la sua Quadra.
Durante i tredici anni del dominio dei Gonzaga Asola conosce la pace, restaura la sua cinta muraria, la Rocca e la Rocchetta. La pace viene turbata solo nel 1337 dal tentativo di Azzone Visconti, signore di Milano, di impossessarsi di Asola. Questo primo tentativo fallisce, tuttavia, Luchino Visconti nel 1348 riesce a impadronirsi della città a cui impone un capitano, la sudditanza a Brescia e la privazione degli antichi privilegi.
Con la salita al potere di Giovanni Visconti Asola ottiene, grazie alla missione degli ambasciatori asolani Antonio Mancassola e Antonio Mozzi, la reintegrazione di alcune terre e alcuni privilegi (libero mercato, diritti sulle acque), ma non l'indipendenza da Brescia. Il decreto visconteo del 14 marzo 1351, infatti, stabiliva che la città di Asola pur amministrandosi da sé fosse soggetta al podestà e referendario visconteo di Brescia nelle cose civili e penali e che il vicario asolano potesse giudicare nelle cause fino a 400 lire imperiali secondo gli statuti bresciani e le consuetudini asolane. Sarà solo nel 1353, con l'arrivo del vicario Giustacchino dotato di ampi poteri, che Asola vedrà riconosciuta la sua indipendenza da Brescia pur dovendo ancora sottostare agli statuti bresciani nell'amministrazione della giustizia.
Nel 1355 Asola ritorna in mano ai Gonzaga e ottiene il riconoscimento degli antichi privilegi di mero e misto imperio con potestà di spada, l'indipendenza assoluta da qualsiasi terra e città eccetto Mantova, con il decreto del 16 maggio 1356. Questa situazione non dura e Asola negli anni successivi sarà ancora il teatro di aspre lotte e saccheggi all'interno del conflitto tra i Visconti, i Gonzaga, le altre signorie italiane e il papato.
Nel 1366 Asola cade nelle mani di Bernabò Visconti, insieme al bresciano. Privata dei suoi privilegi sarà costretta ad erigere a sue spese nuove fortificazioni tra cui la Fossa Magna. Con l'uccisione di Bernabò Visconti da parte di Gian Galeazzo (1385), Asola con tutti i territori del ducato cade nelle mani di quest'ultimo che le concede alcuni privilegi e provvede al restauro delle mura e della Rocca Grande (1392). Il suo dominio tirannico riapre le lotte tra le fazioni dei guelfi e dei ghibellini tanto che nel 1403 la città di Asola e la Rocca vengono rase al suolo dai ghibellini filoviscontei.
All'indomani del disastroso evento gli asolani, dopo aver richiesto e ottenuto la protezione di Pandolfo Malatesta, signore di Fano e governatore di Milano dal 1402, avviarono l'opera di ricostruzione della città che ebbe due organismi di difesa, la Rocca Grande a ponente e la Rocca Piccola (o rocchetta) a nord-est. Sotto Pandolfo Malatesta Asola riuscì a ottenere che i suoi capitani e podestà avessero la facoltà di giudicare e di pronunciare condanne senza ricorrere alla città di Brescia e inoltre nel 1406 ottennero l'esenzione per tre anni da qualsiasi tributo in denaro e in armi.
Gli anni successivi non sono facili, Asola rimane fedele a Pandolfo Malatesta, ma viene coinvolta nelle lotte tra questi, i Visconti, i Gonzaga e subisce vari attacchi. Alla morte di Pandolfo, Asola passa sotto il dominio di Filippo Maria Visconti fino a che nel 1426, Asola si consegna ai Veneziani i quali due anni dopo (il 16 marzo 1428) la danno definitivamente a Gianfrancesco Gonzaga, marchese di Mantova.
All'interno dello stato gonzaghesco Asola assume il ruolo di importante avamposto nei confronti del Ducato di Milano, tanto che gli asolani sono costretti, a loro spese, a restaurare le rocche e a costruire nuovi fortilizi con baluardi difensivi. Il dominio gonzaghesco si rivela non meno vessatorio di quello visconteo e Asola oltre a essere governata in modo tirannico, si ritrova coinvolta nella lotta tra la Repubblica di Venezia, i Visconti e i Gonzaga.
I continui attacchi al territorio asolano e bresciano da parte delle forze veneziane e viscontee, il regime tirannico e le nuove imposizioni fiscali da parte dei Gonzaga, inducono gli asolani, insieme a Peschiera e Lonato, a ribellarsi a Gianfrancesco Gonzaga e a darsi ai Veneziani. Nel luglio del 1440 Filippo Ravani, capitano del popolo e plenipotenziario di Asola, si recò al campo trincerato di Marcaria per trattare con Pasquale Malipiero, provveditore generale dell'esercito veneziano, i termini della loro dedizione.
Con la ducale del 27 luglio 1440 e la successiva del 31 agosto il doge Francesco Foscari conferma il capitolato di dedizione e l'entrata di Asola, con i territori della sua quadra, all'interno del dominio veneto. Con queste due ducali vengono riconosciuti e confermati gli antichi privilegi di Asola. La città ottiene, infatti, di essere direttamente soggetta a Venezia e di gestire in proprio il potere giurisdizionale per mandato dogale, anche se il doge impone un podestà bresciano che deve governare e giudicare secondo gli statuti bresciani e le leggi asolane. Ottiene, inoltre, l'esenzione per dieci anni da qualsiasi onere fiscale e viene dichiarata "terra separata". I capitoli confermano, infine, l'immunità per i governanti e per i cittadini di Asola, la proprietà delle acque di tutto il territorio asolano e la reintegrazione nella Quadra di alcuni territori (Mariana, Piubega, Acquanegra, Beverara, Casalromano). Anche la Chiesa di Asola con la ducale di Pasquale Malipiero del 27 luglio 1440 ottiene la riconferma di tutti i suoi privilegi.
Con la pattuizione del 10 giugno 1441 vengono definiti i rapporti istituzionali all'interno della quadra di Asola riguardanti la gerarchia politica e la ripartizione dei gravami fiscali ma soprattutto viene stabilita la demolizione delle fortificazioni di Remedello Sopra e Casaloldo, l'obbligo per i due comuni di sostenere finanziariamente l'impegno bellico della Serenissima e il divieto di erigere nuove fortificazioni all'interno della quadra, in quanto il baluardo difensivo era costituito dalla rocca asolana.
Sotto il dominio veneto Asola era retta da un capitano, inviato da Venezia e responsabile del fisco e della difesa, e da un podestà che si occupava della giustizia e della vita politica. Affiancavano queste due autorità il Consiglio Generale (o Gran Consiglio) formato dai nobili asolani, il Consiglio Speciale (o Consiglio di Credenza) e la Consulta con a capo l'abate, che era il primo magistrato cittadino e presiedeva tutti e tre i consigli. Altre istituzioni presenti erano il Collegio dei Giudici e quello dei Notai, il massaro (esattore e cassiere comunale) e il castellano a custodia delle rocche.
In questo primo periodo di dominazione veneta Asola si trova di nuovo coinvolta nelle lotte tra Venezia e i Visconti e successivamente tra Venezia, gli Sforza e i Gonzaga, ma pur rischiando di cadere di nuovo in mano ai Gonzaga rimane fedele alla Serenissima e ne viene ricompensata nel luglio 1454 con ulteriori privilegi concessi con una nuova ducale del doge Francesco Foscari. Questo documento concedeva agli asolani la cittadinanza bresciana e confermava la totale autonomia finanziaria e amministrativa di Asola e della sua quadra da Brescia. Venezia, inoltre, riconoscendo l'importanza strategica di Asola avviava un nuovo progetto di restauro delle strutture difensive e della fortezza della città.

## Età moderna
Gli anni successivi sono occupati dai contrasti interni tra Asola e Brescia per il mantenimento delle autonomie asolane, ma soprattutto dalle lotte tra Venezia (alleata con Genova, il Papa e altri minori principi italiani) e il Duca di Milano alleatosi col re di Napoli e Federico Gonzaga. Asola diviene teatro di contesa, subisce attacchi e saccheggi, perde i privilegi concessi ma nonostante ciò rimane fedele a Venezia anche dopo la sconfitta della Serenissima ad Agnadello nel 1509 ad opera delle forze della Lega di Cambrai. Asola cade nelle mani dei Gonzaga e solo nel 1515 riesce a tornare sotto il dominio veneto.
Con il ritorno sotto Venezia vengono ristabiliti i vecchi ordinamenti: Venezia manda come suo provveditore Francesco Contarini e come podestà il bresciano Gottardo Brigio. Prima cura dei rettori fu la ricostituzione del Consiglio della Comunità, in quanto quello nominato nel 1509 dai Gonzaga era composto da elementi favorevoli ai mantovani.

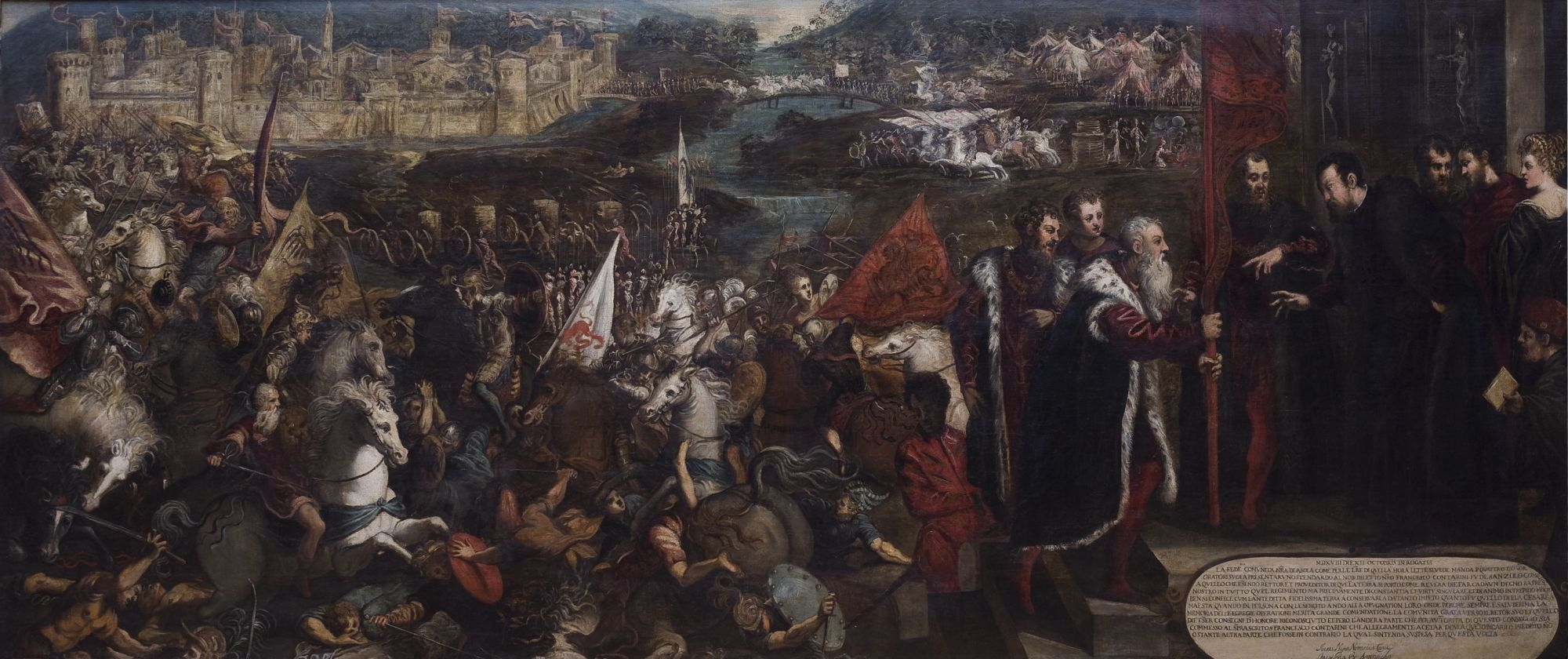
Assedio di Asola (Tintoretto), 1544-1545, Museo Civico "Goffredo Bellini", riproduzione in scala 1:1

La relativa tranquillità viene di nuovo sconvolta dall’arrivo in Italia di Massimiliano I, imperatore del Sacro Romano Impero, che vuole impadronirsi della Lombardia. Ancora una volta nel 1516 Asola viene posta sotto assedio, ma riesce a resistere. L'episodio è stato anche raffigurato dal Tintoretto in un'opera databile 1544-1545, recentemente ritrovata. La sua strenua difesa e la fedeltà dimostrata verso Venezia, le valgono la riconferma dei privilegi che aveva prima del 1484 e soprattutto l’indipendenza da Brescia. La ducale del 10 maggio 1516, inoltre, conferma come Asola fosse parificata in tutto e per tutto a Brescia pur non essendo a lei sottoposta.
Il periodo che va dal 1516 al 1600 fu relativamente tranquillo e la comunità di Asola si dedicò al ristabilimento del governo e delle finanze e alla ricostruzione della città. È in questo periodo (1540) che si ha una prima riforma del Consiglio Generale che viene portato da 48 a 60 membri, grazie all’allargamento della base elettorale, per evitare la concentrazione del potere nelle mani di poche persone. Ma sarà solo con la riforma del capitano Domenico Priuli (marzo 1572) che lo scopo sarà raggiunto.
Tra il 1500 e la fine del ‘600 Asola fu coinvolta nei contrasti tra Carlo V e Francesco I nella lotta tra Venezia e il Papato, e tra Venezia e l’Austria. Questo provocò un forte indebitamento della comunità che doveva aiutare la Repubblica con armi, truppe, vettovagliamenti e contributi in denaro, e che doveva sostenere l’urto dei vari attacchi. Veneziapremierà la fedeltà degli asolani con la concessione di sgravi fiscali e avvierà un nuovo programma di potenziamento delle strutture difensive della città. L’ultimo periodo della dominazione veneziana, tuttavia, vede una diminuzione dell’importanza della piazzaforte di Asola, anche per la strategia pacifista adottata dalla Serenissima nel corso del 1700, e un allentamento di rapporti tra la dominante e Asola.

## Età Contemporanea
L’arrivo di Napoleone in Italia fa precipitare la situazione, Venezia si dichiara neutrale e Asola, pur rimanendo fedele alla Serenissima, si trova da sola a fronteggiare la situazione tanto che nel 1796 verrà invasa dalle truppe francesi. L’anno seguente, dopo la sollevazione di Bergamo e la proclamazione della Repubblica Bresciana, Asola cade definitivamente nelle mani dei francesi.
Con la caduta della Repubblica di Venezia nel 1797 ad opera delle armate francesi di Napoleone, Asola entra a far parte della Repubblica Cisalpina e insieme ai distretti di Castelgoffredo, Castiglione delle Stiviere e Acquanegra viene aggregata al Dipartimento del Benaco che ha sede a Desenzano del Garda. L’anno successivo il distretto di Asola viene integrato nel Dipartimento del Mincio e per effetto dei decreti del 1802 ha nuovi referenti amministrativi. Nel 1803 il Dipartimento del Mincio viene riorganizzato e Asola viene inserita nel Cantone III, formato da Castel Goffredo (capo cantone e sede del cancelliere censuario), Ceresara, Piubega, Casalmoro, Casaloldo.
Nel 1814, con la vittoria dell’Austria e la costituzione del Regno Lombardo Veneto, Asola passa nelle mani degli austriaci e viene aggregata alla Provincia di Mantova.L’organizzazione del Regno Lombardo Veneto era divisa in due territori governativi: il Governo Milanese e quello Veneto, a loro volta ripartiti in province, distretti e comuni. L’amministrazione della provincia era affidata a una regia delegazione, dipendente direttamente dal governo, mentre quella del distretto ad un cancelliere del censo (sostituito dal 1819 dal regio commissario distrettuale) agli ordini della regia delegazione della provincia. 
Nel 1818 la città perse la sua secolare indipendenza ecclesiastica con la soppressione canonica della sua prelatura territoriale (già vacante) e l'annessione alla diocesi di Mantova. La soppressione era già stata prevista dal concordato del 1803 tra la Santa Sede e la repubblica italiana di Napoleone. Per tale motivo la chiesa di Sant'Andrea perse ufficialmente il titolo di cattedrale che rimane comunque utilizzato.
Il nuovo assetto territoriale, stabilito dalla Sovrana Risoluzione del 28 gennaio 1853, era però destinato a cambiare a causa della Seconda guerra d'indipendenza. Infatti, a seguito della Pace di Zurigo del 10 novembre 1859, la Provincia di Mantova venne smembrata e divisa in due parti ponendo il corso del fiume Mincio come linea di demarcazione tra il Regno di Sardegna (Regno d'Italia dal 1861) e l'Impero d'Austria. In pratica i distretti a destra del Mincio, cioè quelli dell'Alto e del Medio Mantovano e del destra Oglio furono incorporati nel Regno di Sardegna, mentre i distretti alla sinistra del Mincio e dell'Oltrepò furono assoggettati al dominio austriaco fino al 1866. La Provincia di Mantova quindi risultava ridotta ai distretti di Mantova, Revere, Gonzaga, Sermide e Ostiglia, mentre i paesi degli altri distretti dopo essere stati annessi al Regno di Piemonte furono divisi tra la Provincia di Brescia e quella di Cremona. Il comune di Asola venne separato così dalla Provincia di Mantova e aggregato a quella di Brescia, dopo essere stato inserito nel Circondario di Castiglione delle Stiviere ed essere diventato capo mandamento. Sotto la Provincia di Brescia il comune di Asola continuò comunque ad essere sede del Commissariato Distrettuale, della Pretura e della Reale Giudicatura Mandamentale.
Questo stato di cose però era destinato a cambiare ancora una volta a causa della Terza guerra di indipendenza. Con la sconfitta degli austriaci e la Pace di Vienna del 3 ottobre 1866 il Veneto e Mantova furono restituiti all'Italia, ma nonostante ciò la Provincia di Mantova continuava a rimanere divisa. Cominciò così nell'ottobre del 1866 un vasto movimento tra i mantovani per la ricostituzione della Provincia di Mantova e per far sì che il governo varasse una legge in tal senso. Furono quindi interpellati i comuni mantovani che erano aggregati alle province di Brescia e di Cremona, in merito alla loro riaggregazione alla Provincia di Mantova. A questo primo giro di consultazione risposero affermativamente 15 comuni, mentre altri 23 comuni, tra cui quello di Asola, non espressero alcun parere e preferirono aspettare e vedere come si metteva la situazione. L'incertezza del comune di Asola come quella dei comuni dell'Alto Mantovano, era dovuta al fatto che pur sentendosi attratti da interessi morali verso Mantova, erano legati da interessi economici alla Provincia di Brescia. Oltretutto la disastrosa situazione economico - sociale dell'esigua Provincia di Mantova non invogliava ad optare per la riaggregazione. Dopo essere stato nuovamente interpellato dalla Deputazione provinciale di Mantova e da quella di Brescia, il comune di Asola espresse parere favorevole alla sua riaggregazione alla provincia di Mantova il 17 agosto 1867.
A seguito di ciò venne soppresso il Circondario di Castiglione delle Stiviere e il comune di Asola divenne capoluogo del Sesto Distretto, di cui ora facevano parte i paesi di Casalmoro, Casaloldo, Casalpoglio, Castel Goffredo, Ceresara e Piubega. Di conseguenza cambiarono ancora una volta i referenti amministrativi del comune di Asola: il prefetto di Mantova e il sottoprefetto di Castiglione delle Stiviere.
Molti asolani presero parte alle Guerre Risorgimentali. Tra questi ricordiamo, nel 1860, Gaetano Benedini e Goffredo Ghirardini, partecipanti come volontari alla Spedizione dei Mille. Asola stessa fu meta di personaggi storici come Carlo Alberto di Savoia, Umberto I di Savoia e Giuseppe Garibaldi.
La riaggregazione di Asola a Mantova fu abbastanza difficoltosa e gravosa in quanto la Provincia di Mantova oltre a essere tagliata fuori dai collegamenti ferroviari e quindi dalle grandi vie di comunicazione, aveva poche industrie, insufficienti a vivificare la sua economia e una produzione agricola ridotta. Oltretutto era gravata dai problemi delle inondazioni che richiedevano grosse opere di arginatura dei fiumi e di bonifica dei terreni. Tutto ciò unito alla pesante imposizione fiscale necessaria per la ricostruzione della provincia, indussero il comune di Asola, di Castiglione delle Stiviere e di Castelgoffredo a promuovere nel 1871 una petizione tra i vari comuni limitrofi per chiedere il ritorno alla Provincia di Brescia. Il tentativo però non riuscì per le poche adesioni ricevute e il 2 maggio 1872 il comune di Asola annullò la pratica di ricorso. Nel frattempo si era fatta più pressante la questione dei collegamenti ferroviari ed erano iniziate le pratiche per la costruzione di varie linee ferroviarie che vedevano il concorso della Provincia di Mantova e dei vari comuni mantovani.
Mentre si realizzavano le linee Verona - Mantova - Modena (1873), Mantova - Cremona (1874), Mantova - Parma ed altre, il comune di Asola era impegnato nella realizzazione della ferrovia Brescia - Parma. Le pratiche erano iniziate nel 1860 con lo studio del tracciato e le varie discussioni per la partecipazione alle spese dei vari comuni attraversati dalla nuova ferrovia. I lavori si compirono nel 1896 e portarono alla costruzione di una stazione ferroviaria ad Asola e della relativa strada d'accesso alla ferrovia.
Tra il 1878 e il 1906 inoltre il comune di Asola partecipò alle costruzioni delle tramvie: la Cremona-Asola, attiva fra il 1929 e il 1955, e la Mantova-Asola, attiva fra il 1886 e il 1933.
Parallelamente il comune, in collaborazione con la Deputazione provinciale di Mantova, proseguiva i lavori di classificazione delle strade distinguendole in comunali, provinciali e nazionali e portava avanti anche i lavori di manutenzione e costruzione delle varie strade comunali in modo da integrare la rete ferroviaria e tramviaria con quella stradale. Furono approntati anche i lavori per la manutenzione e la costruzione dei vari ponti che attraversavano le strade comunali, ma soprattutto si procedette al restauro del ponte sul Chiese.
Tra la fine dell'800 e i primi del '900 vennero istituiti anche i Comizi Agrari e le Camere Arbitrali Agrarie grazie al concorso della Provincia che prevedeva la costituzione di questi uffici nei capoluoghi di mandamento. Tali organismi avevano lo scopo di dirimere le controversie fra proprietari o affittuari e lavoratori, rendendo più facili e più efficaci i rapporti tra capitale e manodopera. La stessa opera di incentivazione si ha nel campo scolastico. Tra il 1860 e il 1906 il comune procedette alla costruzione di nuove scuole e di asili sia nel paese che nelle frazioni. Furono istituite anche numerose scuole serali e festive per gli adulti allo scopo di diffondere il più possibile la cultura.
Il 13 febbraio 1945, durante la seconda guerra mondiale, il giocatore di football americano Bob Chappuis precipitò col suo aeroplano nei pressi di Asola, fu nascosto per tre mesi dai partigiani asolani guidati da Aldo Comucci nell'abitazione di Angelo Ugolini sita in Via Torresano 30, e riuscì quindi a salvarsi insieme ad altri due membri dell'equipaggio alla cattura dei soldati tedeschi.
Riconosciuta "nobile città murata"' nel Medioevo, ha riottenuto il titolo di città, nel 1951 in virtù dei suoi monumenti e della sua storia millenaria.